# Campylospermum letouzeyi
Espèce
Statut de conservation UICN

 VU A2c; B2ab(iii) : Vulnérable
Campylospermum letouzeyi Farron  est une espèce de plantes à fleurs de la famille des Ochnaceae et du genre Campylospermum, endémique du Cameroun. 

## Étymologie
Son épithète spécifique letouzeyi rend hommage au botaniste français René Letouzey, actif au Cameroun.

## Description
Il s'agit d'un arbrisseau pouvant atteindre une hauteur de 4 m.

## Distribution
Assez rare, l'espèce est endémique du Cameroun où elle a été observée sur huit sites dans cinq régions (Ouest, Sud-Ouest, Littoral, Centre, Sud.
Elle figure sur la liste rouge de l'UICN comme espèce vulnérable.